# Tayrac (Aveyron)
Tayrac (okzitanisch: Tairac) ist eine französische Gemeinde mit 188 Einwohnern (Stand: 1. Januar 2022) im Département Aveyron in der Region Okzitanien (vor 2016: Midi-Pyrénées). Sie gehört zum Arrondissement Villefranche-de-Rouergue und zum Kanton Aveyron et Tarn. Die Einwohner werden Tayracois genannt.

## Geographie
Tayrac liegt etwa 31 Kilometer südwestlich von Rodez. An der östlichen Gemeindegrenze mündet der Fluss Lieux de Villelongue in den Lézert, im Südwesten das Flüsschen Liort. Umgeben wird Tayrac von den Nachbargemeinden La Salvetat-Peyralès im Westen und Norden, Pradinas im Nordosten, Cabanès im Osten sowie Castelmary im Süden.

## Bevölkerungsentwicklung
| Jahr                       | 1962 | 1968 | 1975 | 1982 | 1990 | 1999 | 2006 | 2019 |
| Einwohner                  | 318  | 313  | 300  | 290  | 190  | 174  | 172  | 183  |
| Quellen: Cassini und INSEE |      |      |      |      |      |      |      |      |

## Sehenswürdigkeiten

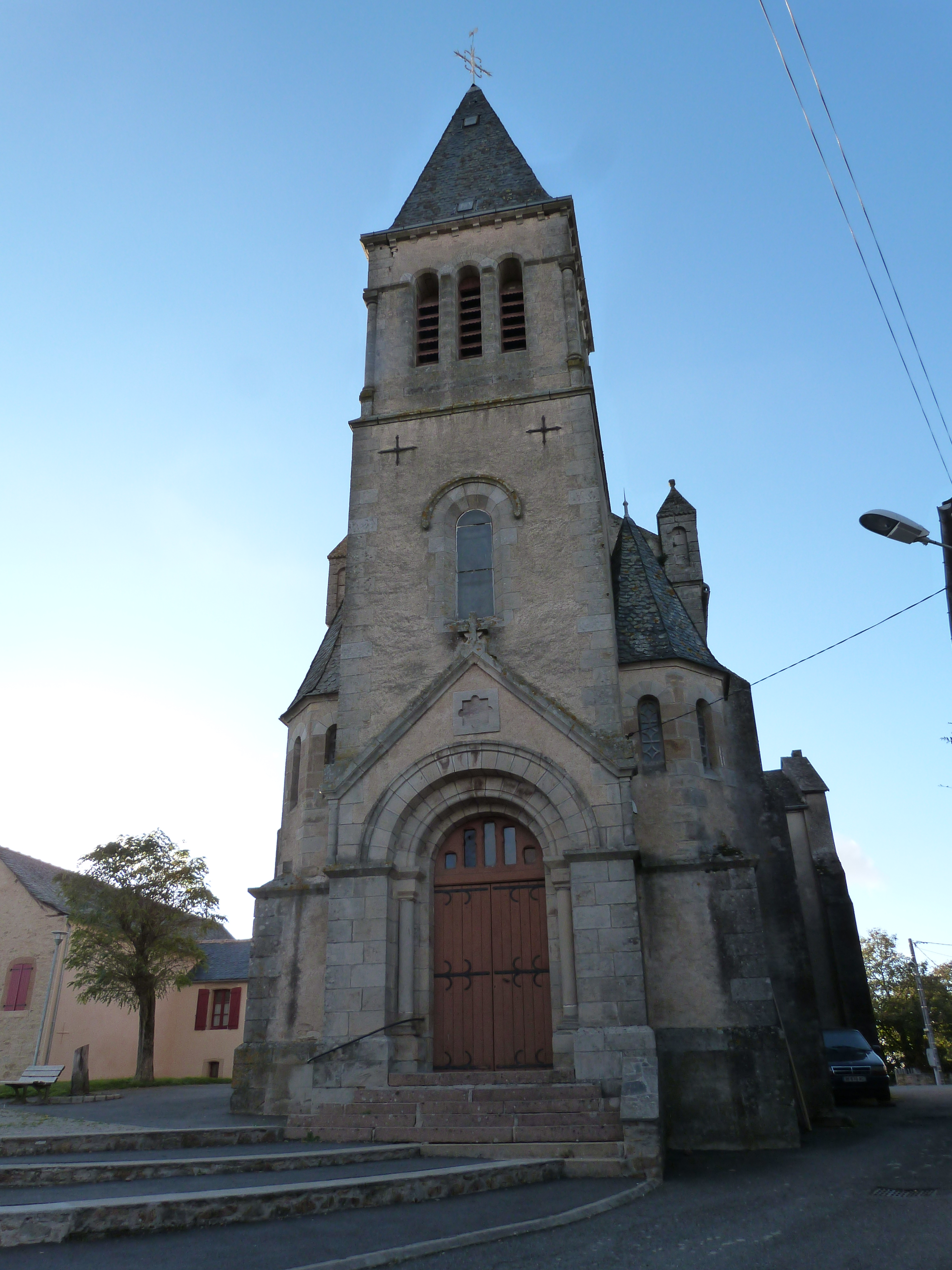
Kirche Saint-Jean-Baptiste

- Kirche Saint-Jean-Baptiste